# Abasto Shopping

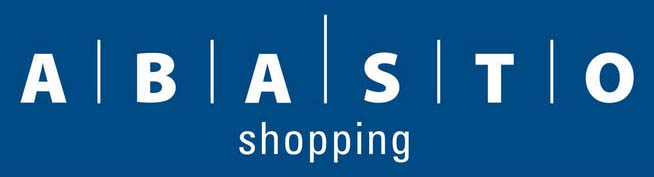
Логотип Abasto.

Abasto de Buenos Aires или Abasto Shopping — торговый центр, расположенный в Буэнос-Айресе на проспекте Авенида Корриентес 3247. Один из крупнейших и наиболее успешных торговых центров в Буэнос-Айресе.

## История
На месте торгового центра находился старый крытый рынок, который открылся в 1893 году, был расширен в 1934 году и закрыт в 1984 году после десяти лет запустения Потом он был приобретен компанией IRSA (Джордж Сорос), связанной с чилийской компанией Parque Arauco, был перестроен и расширен, чтобы стать новым торговым центром. Строительство торгового центра осуществляла кампания Caputo S.A. Оно началось в январе 1997 года и торговый центр был открыт 9 ноября 1998 года. На открытии присутствовали президент Карлос Менем и мэр города Фернандо де ла Руа. Торговый центр Абасто испытал мгновенный успех и рядом развернулось строительство отеля Holiday Inn Select Abasto, комплекса Torres de Abasto и гипермаркета Кото, занимая два квартала. Проект пережил серьёзный кризис 2001 года, хотя Сорос избавился от компании IRSA, которую получил Эдуардо Элстазин (Eduardo Elsztain) и его партнеры. Точно так же, кризис повлиял на тех кто думал сделать инвестиции в Abasto. Только после 2005 года, строительство зданий было возобновлено.

## Архитектура

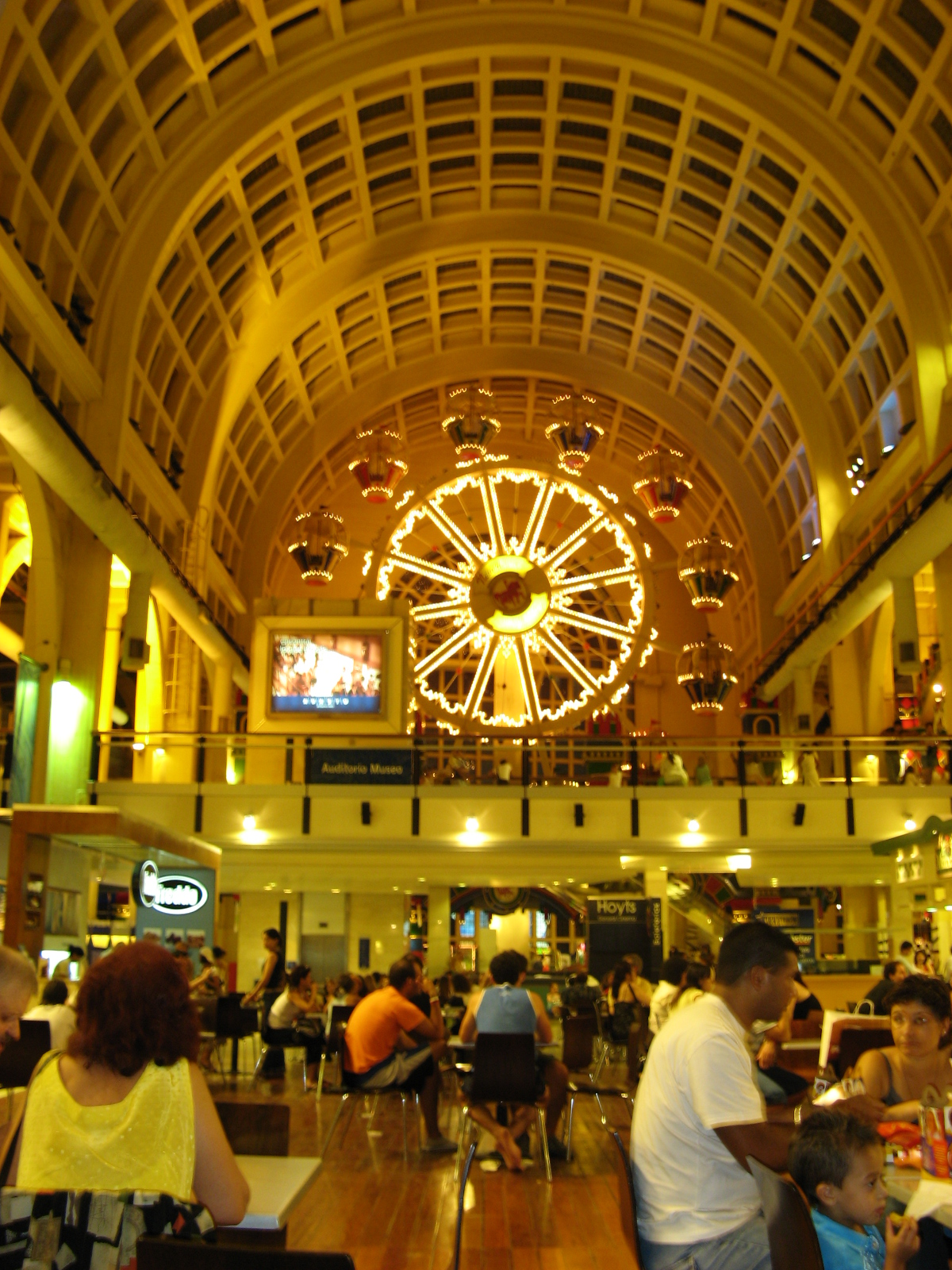
Оригинальные своды здания были использованы для установки мини-колеса обозрения у детской площадки.

Торговый центр был разработан тремя архитекторами: Мантеола Санчес Гомес Сантос Солсона Салаберри (Manteola-Sánchez Gomez-Santos-Solsona-Salaberry) (MSGSSS), Бенджамин Томпсон (Benjamin Thompson) (БТА, Кембридж, США) и Пфайфер-Зардо (Pfeifer-Zurdo) (дизайнер интерьера). Более 230 магазинов разместились на четырёх этажах, фуд-корт на верхнем этаже, два подземных паркинга, мультиплекс — 12 залов(el Hoyts Abasto), Детский музей и Площадь дроздов, над торговым центром располагается стеклянная крыша.
Это на самом деле это два разных здания и сооружение, соединяющие их. Старейшее первое здание Mercado de Abasto, построенное в 1893 году и находится на улице Лаваль. Второе было построено по проекту архитектора Delpini-Sulcic-Bes и открыто в 1934 году, каркас из железобетона, а фасад в стиле ар-деко, находится на проспекте Авенида Корриентес. И новое здание, спроектированное тремя архитекторами фактически соединяет два старых здания, со стеклянной крышей и двумя фасадами (по одному на улице Агуэро и на улице Анхорена).

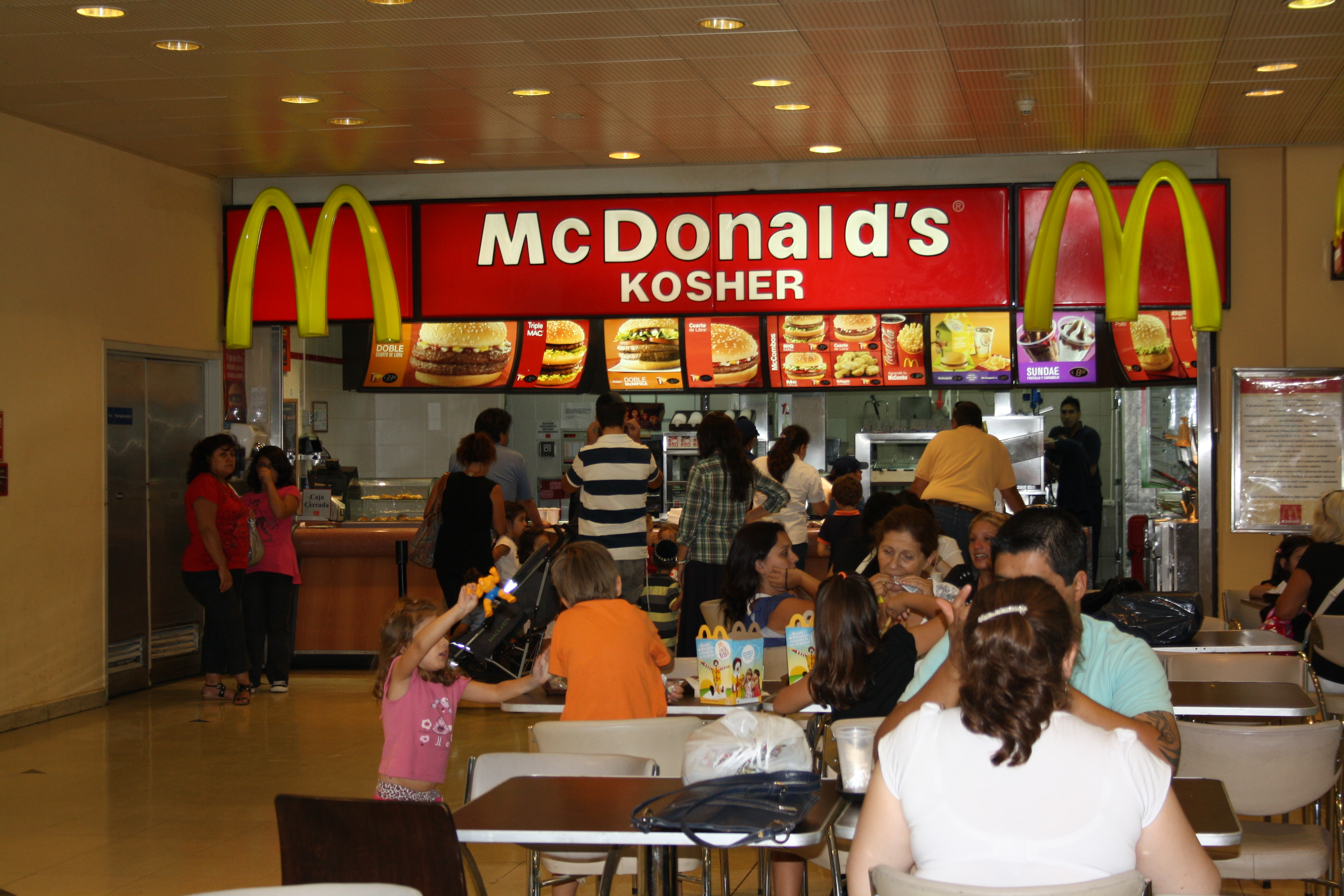
Кошерный ресторан Mc Donald’s в Abasto Shopping

Начало сноса оригинального интерьера в Mercado de Abasto сопровождалось критикой недовольных, в числе которых были старожилы района, благодаря им оригинальный интерьер обоих старых зданий был сохранён и отреставрирован.